# Pluszkiejmy (gromada)
Pluszkiejmy – dawna gromada, czyli najmniejsza jednostka podziału terytorialnego Polskiej Rzeczypospolitej Ludowej w latach 1954–1972.
Gromady, z gromadzkimi radami narodowymi (GRN) jako organami władzy najniższego stopnia na wsi, funkcjonowały od reformy reorganizującej administrację wiejską przeprowadzonej jesienią 1954 do momentu ich zniesienia z dniem 1 stycznia 1973, tym samym wypierając organizację gminną w latach 1954–1972.
Gromadę Pluszkiejmy z siedzibą GRN w Pluszkiejmach utworzono – jako jedną z 8759 gromad – w powiecie gołdapskim w woj. białostockim, na mocy uchwały nr 14/V WRN w Białymstoku z dnia 4 października 1954. W skład jednostki weszły obszary dotychczasowych gromad Budwiecie i Pluszkiejmy oraz część obszaru miejscowości Meszno o pow. 110,02 ha z dotychczasowej gromady Rogajny ze zniesionej gminy Dubeninki, obszar dotychczasowej gromady Jurkiszki ze zniesionej gminy Jabłońskie oraz obszar dotychczasowej gromady Galwiecie i miejscowość Ostrowo z dotychczasowej gromady Górne ze zniesionej gminy Górne w tymże powiecie. Dla gromady ustalono 9 członków gromadzkiej rady narodowej.
1 stycznia 1958 do wsi Budwiecie w gromadzie Pluszkiejmy przyłączono część obszaru wsi Rogajny o pow. 9,95 ha obejmującą parcelę nr 21 z gromady Dubeninki w tymże powiecie.
1 stycznia 1972 gromadę Pluszkiejmy zniesiono, a jej obszar włączono do gromad Dubeninki (miejscowości Budwiecie, Czarnowo Wielkie, Meszno i Pluszkiejmy) i Skocze (miejscowości Botkuny, Galwiecie, Jurkiszki, Kociołki, Ostrowo, Szyliny oraz część gruntów Nadleśnictwa Gołdap o powierzchni 3966,73 ha (oddziały Nr Nr 33—57, 89—112, 149—171, 208—228, 288—305, 329—334, 386—389, 419—427, 474 i 475) i Jezioro Czarne o powierzchni 183,19 ha).